# Strømmens Værksted

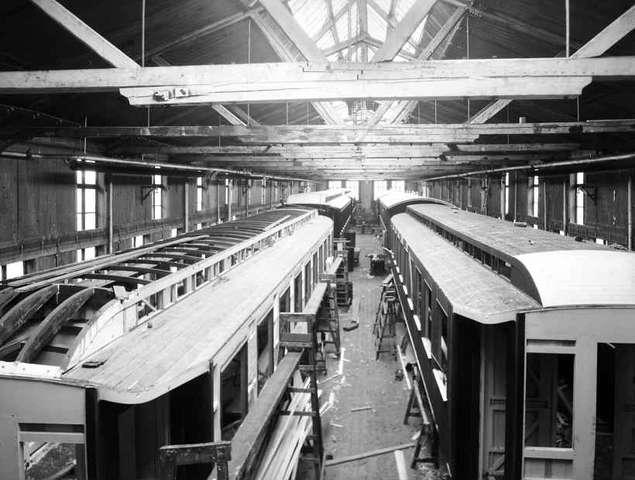
Trävagnar under tillverkning för NSB på Strømmens Værksted, 1924

Strømmens Verksted var en norsk mekanisk verkstad och ett gjuteri.
Strømmens Verksted grundlades 1873 i Strømmen av ingenjören W. Ihlen och tillverkade i början järnvägsvagnar och lättare gjutgods, bland annat armatur. Företaget ägdes och styrdes länga ev familjen Ihlen. Mellan 1883 och 1908 styrdes företaget av den senare utrikesministern Nils Claus Ihlen. År 1922 övertog dennes söner Joakim och Alf Ihlen ledningen och företaget omorganiserades till ett aktiebolag. 
Under andra delen av 1920-talet började verkstaden bygga bussar. Den första var byggd i aluminium med självbärande kaross och var försedd med en Leyland-motor. Bussarna kallades "Strømmen-buss". Största kund var Oslo Sporveier. Dessa bussar byggde under andra världskriget om till trådbussar. 
Strømmen har tillverkat fleratlet av NSB:s järnvägsvagnar, tåg till NSB:s lokaltrafik samt de tidigare tunnelbanetågen till Oslo Sporveier.
År 1970 delades Strømmens Værksted i två självständiga företag: Strømmens Verksted A/S med vagnfabriken och Strømmen Stål A/S  med gjuteriet. Strømmen Stål lades ned på 1970-talet, varefter fastigheten köptes av Olav Thon och byggdes om till köpcentret Strømmen Storsenter.
1979 köptes Strømmens Verksted A/S  av Norsk Elektrisk & Brown Boveri (NEBB). Genom uppköp och sammanslagningar så tillhörde sedan Strømmens Verksted  1988–1995 Elektrisk Bureau-koncernen, sedermera ABB, 1996−2001 Adtranz och från 2001 Bombardier Transportation. 2011 upphörde driften vid Strømmens Verksted.